# Chauvirey-le-Vieil
Chauvirey-le-Vieil – miejscowość i gmina we Francji, w regionie Burgundia-Franche-Comté, w departamencie Górna Saona.
Według danych na rok 1990 gminę zamieszkiwało 41 osób, a gęstość zaludnienia wynosiła 12 osób/km² (wśród 1786 gmin Franche-Comté Chauvirey-le-Vieil plasuje się na 702. miejscu pod względem liczby ludności, natomiast pod względem powierzchni na miejscu 929.).